# Ptinus chrysomeloides
Ptinus chrysomeloides là một loài bọ cánh cứng trong họ Ptinidae. Loài này được Kugelann miêu tả khoa học năm 1792.